# Herniaria caucasica
Herniaria caucasica är en nejlikväxtart som beskrevs av Franz Josef Ivanovich Ruprecht. Herniaria caucasica ingår i släktet knytlingar, och familjen nejlikväxter. Inga underarter finns listade i Catalogue of Life.